# Citroën C3 III (Inde et Brésil)
Ne doit pas être confondu avec Citroën C3 IV.
La Citroën C3 III (nom de code CC21) est une citadine produite par le constructeur automobile français Citroën depuis 2022, destinée aux pays émergents.

## Présentation

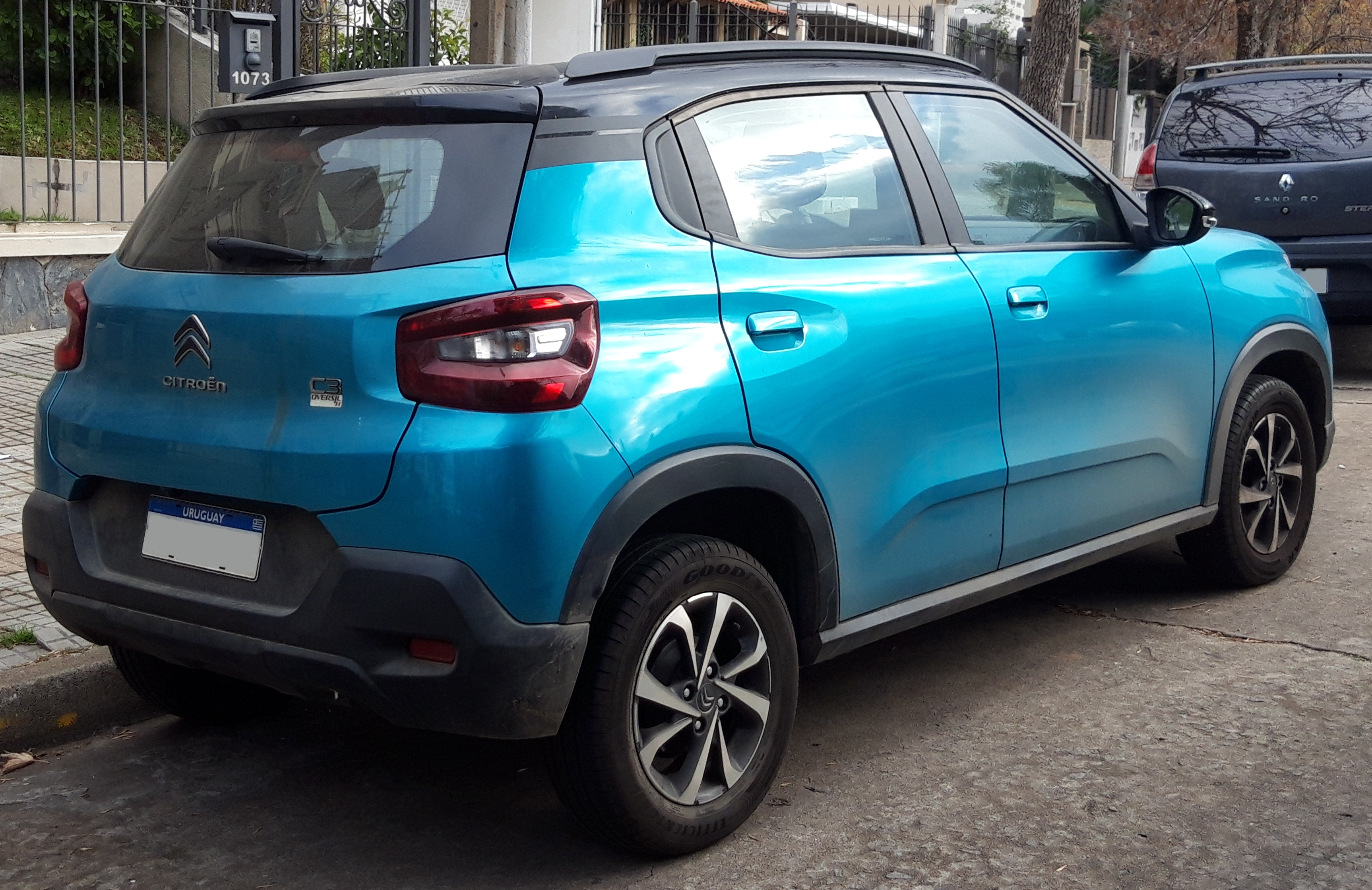
Citroën C3 (CC21)

Annoncée le 16 septembre 2021, elle est le premier véhicule de la marque développé spécifiquement pour l'Inde, tandis qu'au Mercosur elle remplace la C3 de seconde génération.
Elle est vendue en Inde depuis la mi-2022. Depuis l'Inde, elle est progressivement exportée vers plusieurs marchés d'Asie et d'Afrique où le volant est également à droite (RHD), tels que l'Indonésie, le Népal et l'Afrique du Sud,,.
La production au Brésil a commencé en mars 2022, pour en lancement fin août de la même année avec les moteurs 1.0 FireFly et 1.6 VTi 115 ch,. Au Brésil, ses tarifs sont positionnés entre le segment A et le segment B.

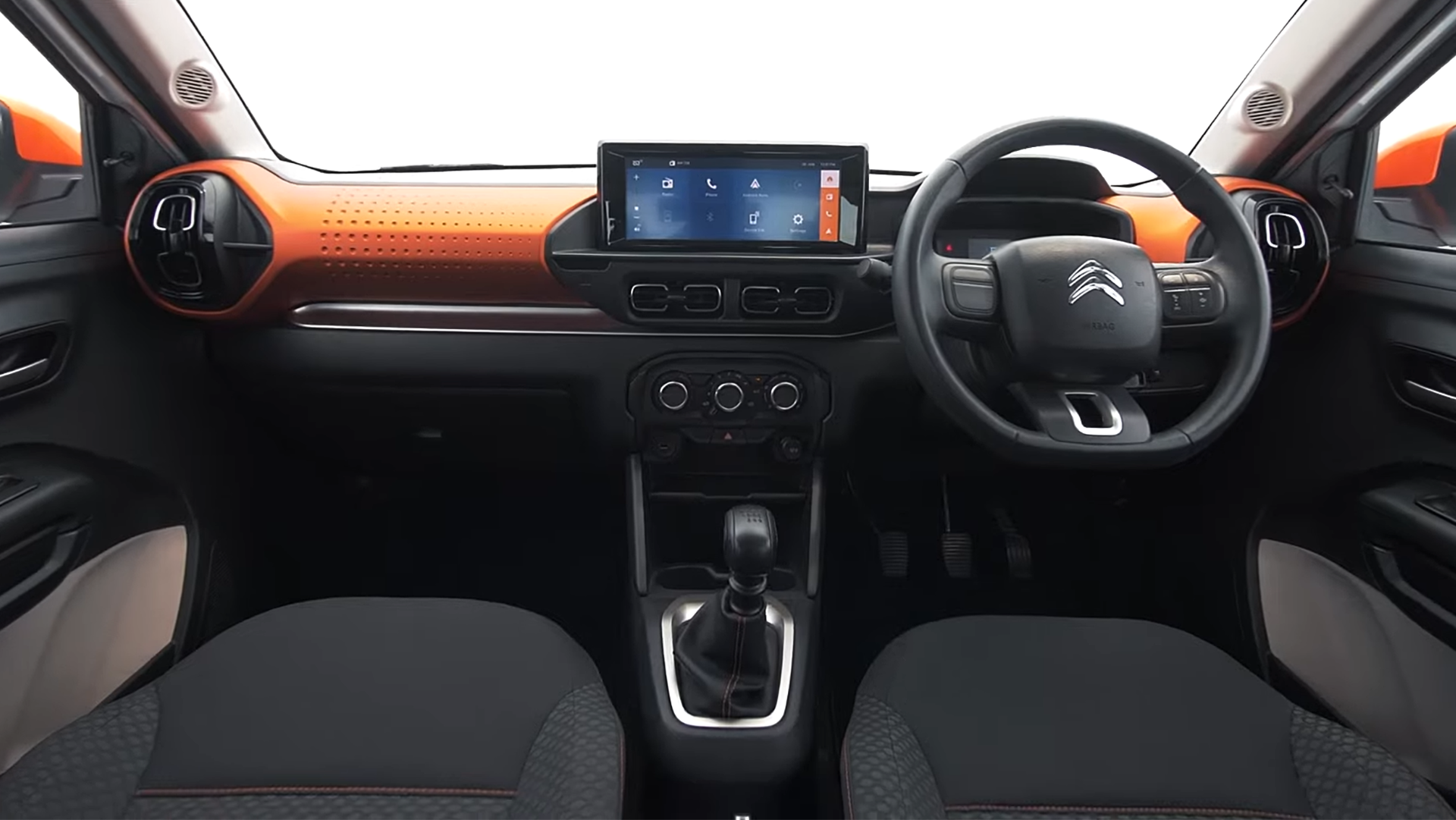
Intérieur

La C3 brésilienne est lancée en Argentine fin octobre 2022. Elle dispose en Argentine et en Uruguay d'une offre moteur différente, le 1.0 FireFly d'origine Fiat étant remplacé par le 1.2 PureTech 82 ch d'origine PSA, les deux constructeurs ayant fusionné en 2021 plutôt pour former Stellantis et partageant désormais ensemble leurs développements techniques passés. La C3 de base est le véhicule le moins cher du marché argentin à son lancement.
Dès 2023, la C3 brésilienne est exportée vers d'autres marchés d'Amérique latine ne faisant pas partie du Mercosur, tels que le Chili, le Pérou et le Costa Rica,,.
En Inde, la C3 est louée pour ses qualités dynamiques, mais reçoit des critiques persistantes sur le manque d'équipements proposés sur le modèle,. Du fait de ces critiques, Citroën revoit son offre sur ce marché en août 2024, en ajoutant aux équipements la climatisation automatique, une nouvelle instrumentation héritée des Citroën C3 Aircross et Citroën Basalt, ainsi que 6 airbags de série.
Ce même mois, Citroën commence à assembler des ë-C3 en kits CKD en Indonésie, afin que ces derniers, expédiés d'Inde, soient assemblés localement pour le marché indonésien.
Au Brésil, à la fin du mois d'août 2024, Citroën lance une version plus puissante équipée du moteur turbo T200 130 ch d'origine Fiat. 

### ë-C3
En janvier 2022, Citroën présente et lance sur le marché indien l'ë-C3, un dérivé électrique de sa C3. Elle dispose de batteries LFP 29,2 kW fournies par le fabricant chinois Svolt. Elle dispose de deux modes (eco et standard) et du freinage régénératif. Son autonomie est de 320 km en cycle d'homologation ARAI (plus généreux que le cycle WLTP utilisé en Europe),. Sa vitesse est limitée à 107 km/h.
Le refroidissement des batteries de l'ë-C3 se fait par air, et non par liquide comme la plupart des modèles électriques. Ce système moins élaboré est moins efficace quand le véhicule est soumis à des températures extrêmes et réduit son potentiel de vitesse de recharge,.

## Caractéristiques techniques
Elle est développée par un prestataire extérieur à Citroën (Tata Consulting,) sur l'inédite plate-forme Smart Car du groupe PSA, qui est une itération à bas coût de la plate-forme CMP. Sa longueur de carrosserie est inférieure à quatre mètres pour réduire les taxes auxquelles le véhicule est soumis en Inde. Elle sert de base à la quatrième génération de C3 européenne, qui reprend directement de nombreux éléments de ce véhicule dont sa cellule centrale.

## Sécurité
LatinNCAP
Le modèle latino-américain est testé en juillet 2023 par l'organisme local de crash test LatinNCAP, qui lui attribue la note la plus basse possible (0 étoiles) à cause entre autres, d'une structure instable, d'une faible protection en cas de collision frontale, d'un manque de protection latérale de la tête et de l'absence de rappel de bouclage des ceintures de sécurité. Le LatinNCAP publie à cette occasion un communiqué de presse spécial, dénonçant la "chute libre des véhicules Stellantis en matière de sécurité" en Amérique latine.
Global NCAP
En mars 2024, le Global NCAP teste la ë-C3 indienne. Elle obtient elle aussi la note la plus basse pour les occupants adultes (0 étoiles),.

## Ventes
| Année | Inde  | Brésil | Argentine | Uruguay | Colombie |
| ----- | ----- | ------ | --------- | ------- | -------- |
| 2022  | 5 686 | 10 834 | ≈340,     | 528,    |          |
| 2023  | 8 761 | 26 581 | 4 261     | 1 507   | 519      |
| 2024  |       | 21 077 | 4 085     | 1 539   |          |

## Récompenses
En 2023, la C3 indienne et sud-américaine reçoit le prix de Voiture Urbaine Mondiale de l'Année 2023, décerné par le jury de la Voiture Mondiale de l'Année (WCOTY).